# Younès Belhanda
Younès Belhanda, född 25 februari 1990, är en fransk-marockansk fotbollsspelare som spelar för Al-Shamal. Han har även spelat för Marcockos landslag. Belhanda spelar främst som offensiv mittfältare och ytter och beskrivs som en spelare som har "vision, teknik och bra beslutsfattande". Efter att ha påbörjat sin karriär i en defensiv roll, har han utvecklats till en mer offensiv spelare, vilket har lett till att hans före detta tränare René Girard jämfört honom med den tidigare franska landslagsspelaren Robert Pirès.

## Klubbkarriär
Den 27 juli 2009 skrev Belhanda på ett treårskontrakt med Montpellier efter att ha tillhört klubbens under-19-lag och gjorde sin debut den 8 augusti 2009 mot Paris-Saint Germain. Han skulle bli en bärande spelare för Montpellier under säsongen 2011/12 då klubben för första gången vann Ligue 1. I juli 2013 köptes Belhanda av Dynamo Kiev där han skrev på ett femårskontrakt. I januari 2016 lånades han ut till Schalke 04 i Bundesliga och skulle tillbringa nästföljande säsong på lån hos Nice. I juni 2017 värvades Belhanda av turkiska Galatasaray, där han skrev på ett fyraårskontrakt. Den 10 mars 2021 meddelade Galatasaray att de brutit Belhandas kontrakt.
Den 1 juli 2021 skrev han på ett treårskontrakt med turkiska Adana Demirspor. I december 2023 – efter att ha totalt spelat 74 matcher meddelades det att klubben kommit överens med Belhanda om att avsluta hans kontrakt.
Den 18 januari 2024 anslöt Belhanda till den qatariska klubben Al-Shamal.

## Landslagskarriär
Belhanda är en före detta ungdomslandslagsspelare för Frankrike som har representerat Frankrikes U20-landslag. 2010 meddelade han att skulle representera Marocko på seniorlandslagsnivå. Belhanda gjorde sin debut i november 2010 mot Nordirland och gjorde sitt första mål i en Afrikanska mästerskapet-match mot Niger.